# Kupang

Poziţia oraşului Kupang în provincia Nusa Tenggara de Est.

Kupang este un oraș din Indonezia. Kupang este capitala provinciei Nusa Tenggara de Est.
Populația era de 450.000 de locuitori în anul 2010.